# كانتربري (دائرة انتخابية في المملكة المتحدة)
كانتربري (بالإنجليزية: Canterbury)‏ هي إحدى الدوائر الانتخابية في المملكة المتحدة الممثلة في مجلس العموم في برلمان المملكة المتحدة.
عضو البرلمان الذي يمثلها حالياً هو :Mr Julian Brazier (Con).